# Спрінг-Крік (Невада)
Спрінг-Крік (англ. Spring Creek) — переписна місцевість (CDP) в США, в окрузі Елко штату Невада. Населення — 14 967 осіб (2020).

## Географія
Спрінг-Крік розташований за координатами 40°44′20″ пн. ш. 115°35′48″ зх. д. / 40.73889° пн. ш. 115.59667° зх. д. (40.738823, -115.596750).  За даними Бюро перепису населення США в 2010 році переписна місцевість мала площу 152,38 км², з яких 152,21 км² — суходіл та 0,17 км² — водойми.

## Демографія
Згідно з переписом 2010 року, у переписній місцевості мешкала 12 361 особа в 4204 домогосподарствах у складі 3425 родин. Густота населення становила 81 особа/км².  Було 4394 помешкання (29/км²).
Расовий склад населення:
| - 92,5 % — білих - 1,6 % — корінних американців - 0,6 % — азіатів - 0,3 % — чорних або афроамериканців - 0,1 % — вихідців з тихоокеанських островів - 2,3 % — осіб інших рас |

До двох чи більше рас належало 2,6 %. Частка іспаномовних становила 7,8 % від усіх жителів.
За віковим діапазоном населення розподілялося таким чином: 30,5 % — особи молодші 18 років, 62,3 % — особи у віці 18—64 років, 7,2 % — особи у віці 65 років та старші. Медіана віку мешканця становила 35,2 року. На 100 осіб жіночої статі у переписній місцевості припадало 108,1 чоловіків;  на 100 жінок у віці від 18 років та старших — 106,8 чоловіків також старших 18 років.
Середній дохід на одне домашнє господарство  становив 103 719 доларів США (медіана — 92 513), а середній дохід на одну сім'ю — 111 380 доларів (медіана — 101 714). Медіана доходів становила 80 437 доларів для чоловіків та 39 464 долари для жінок. За межею бідності перебувало 4,2 % осіб, у тому числі 4,3 % дітей у віці до 18 років та 2,8 % осіб у віці 65 років та старших.
Цивільне працевлаштоване населення становило 7614 особи. Основні галузі зайнятості: сільське господарство, лісництво, риболовля — 29,8 %, освіта, охорона здоров'я та соціальна допомога — 15,6 %, роздрібна торгівля — 9,3 %, мистецтво, розваги та відпочинок — 8,8 %.